# Portugaliæ Monumenta Cartographica
Portugaliæ Monumenta Cartographica é uma obra de Armando Cortesão e Avelino Teixeira da Mota publicada pela Imprensa Nacional Casa da Moeda em 1960, no âmbito das Comemorações do V Centenário da Morte do Infante D. Henrique.
É composto por seis volumes, em que um tem mais de quarenta litografias de mapas com grande qualidade, num total de 626 estampas.
Entre muitos outros, incluem-se nessa obra reproduções de mapas de:
- Pedro Reinel
- João de Lisboa
- Jorge Reinel
- Lopo Homem
- Diogo Ribeiro
- Bartolomeu Velho
- João Baptista Lavanha
- João Teixeira Albernaz
- Domingos Sanches
- José da Costa Miranda

Para além de biografias dos principais cartógrafos, a obra contém uma descrição resumida de cada mapa, traçando a sua história, procurando ainda uma possível datação, sem entrar em grandes detalhes sobre a matéria representada.